# ドラえもん募金
ドラえもん募金（ドラえもんぼきん）は、1999年に発足した募金。テレビ朝日が、災害の被災者・福祉活動の援助等を目的として行っている活動で、大規模な災害発生時に開設される。

## 概要
NTTドコモ、au、ソフトバンクのキャリア決済（電話料金合算払い）で100円単位で1000円までを1回に寄付することができる。
NTTの固定回線は、2019年を除き、NTTのダイヤルQ2サービスで使っていた領域を用いている。電話をかけることで、「有料情報サービスの情報料金」として徴収された分が募金となっていた。携帯電話、PHS、IP電話、直収電話公衆電話からはかけることができない。
募集を行う期間のみ、『ANNニュース』をはじめとするテレビ朝日の報道・情報番組の放送中およびウェブサイトなどで電話番号がドラえもんのイラストとともに掲示・広報される。
また、東京都のテレビ朝日本社内に募金箱が設置され、一般に受け付ける場合がある。
テレビ朝日は、テレビ朝日福祉文化事業団とともに寄託先を選定し、同事業団を通じて寄付を行う。寄託先と金額はウェブサイトなどで公開される。

## 実績
出典：
- 1999年 - 台湾大地震
- 2006年 - ジャワ島中部地震
- 2007年 - 新潟県中越沖地震
- 2008年 - 中国四川省大地震およびミャンマーサイクロン
- 2010年 - ハイチ大地震
- 2011年 - 東日本大震災[注 1]
- 2012年 - 東日本大震災から1年
- 2013年 - フィリピン台風30号
- 2015年
  - ネパール大地震
  - 平成27年9月関東・東北豪雨（北関東・東北豪雨）
- 2016年 - 熊本地震
- 2018年 - 平成30年7月豪雨（西日本豪雨）
- 2019年 - 令和元年東日本台風（台風19号）
- 2020年 - 令和2年7月豪雨
- 2024年 - 能登半島地震